# Interlocuteur
Cet article court présente un sujet plus développé dans : Énonciation.

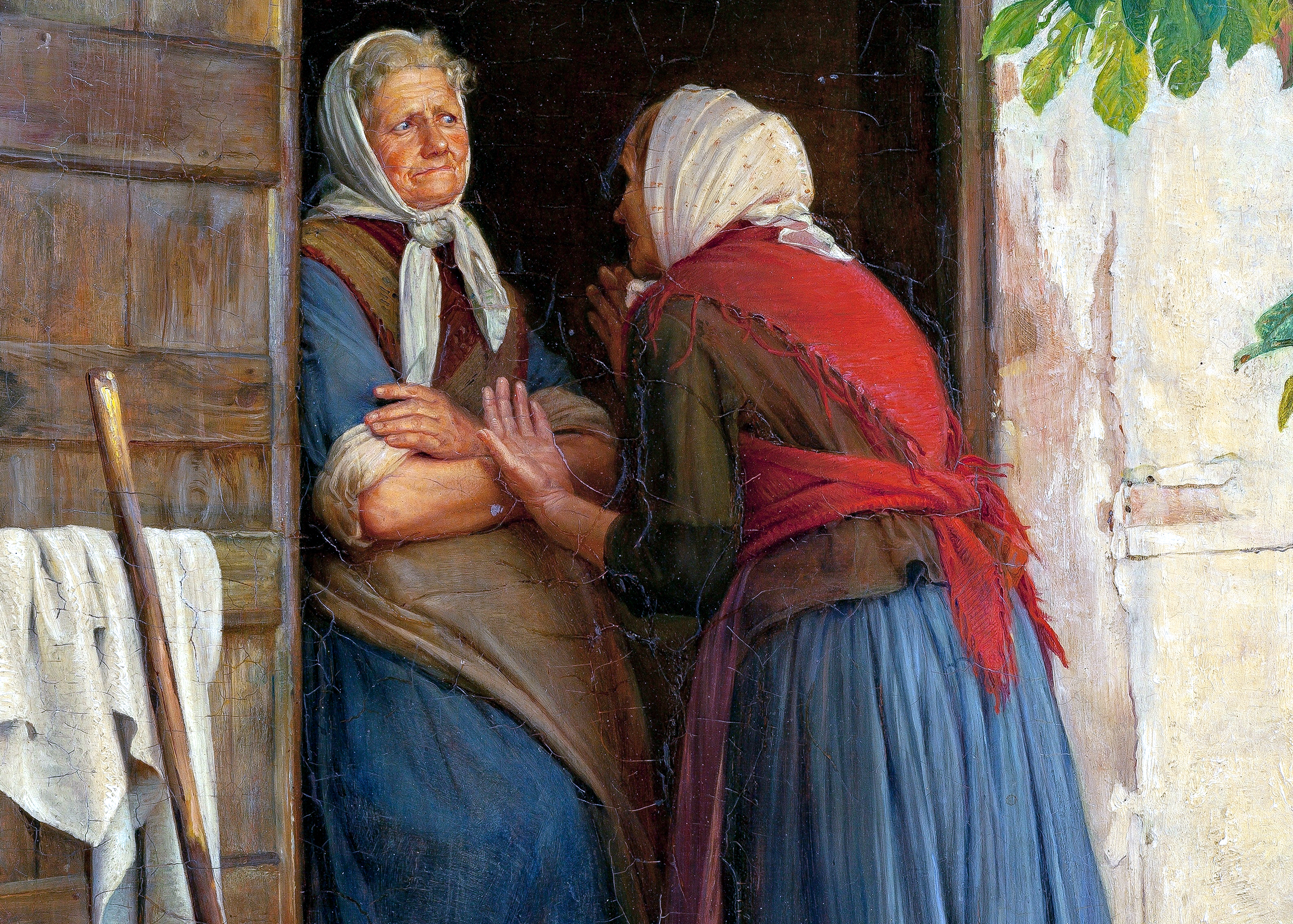
Deux femmes bavardant (1874), collection de peinture de Nivaagaard, Fredensborg. Dans cette scène de dialogue, captée par l'artiste danois Carl Heinrich Bloch, l'interlocutrice à gauche reçoit les propos empressés de la locutrice à droite avec un léger septicisme marqué sur son visage et confirmé par ses bras croisés (une attitude pouvant être interprétée comme de la communication non verbale).

En linguistique et en communication, l'interlocuteur, allocutaire ou auditeur est la personne à qui sont adressées par un locuteur des paroles formant un message oral adressé à un destinataire ou interlocuteur.
Il est possible que l'interlocuteur ne soit pas le récepteur (ou receveur, ou destinataire), c'est-à-dire celui à qui le message s'adresse en dernière intention. Dans ce cas, l'interlocuteur est un intermédiaire.
L'interlocuteur est également la personne à qui l'on parle, qui participe et intervient dans une conversation.